# 4K (virus informático)
4k es un virus informático que infectaba archivos COM y EXE. El virus fue uno de los primeros en emplear tácticas ocultas. Los sistemas infectados se cuelgan, después del 22 de septiembre de cada año, la fecha de nacimiento de Bilbo Bolsón, un personaje de El Señor de los Anillos. El código estaba destinado a mostrar el mensaje de Frodo vive, pero se cuelga en todas las variantes conocidas.
Este virus se extendió sin la ayuda de Internet. Fue adaptada entre los sistemas de discos flexibles.